# Герб Долинського району (Івано-Франківська область)
Герб Доли́нського райо́ну — офіційний символ Долинського район Івано-Франківської області. Автор — Юрій Фреїв.

## Опис
На іспанському щиті, що традиційно використовується в українській геральдиці, блакитні гори. По центру на горі золотий (жовтий) хрест на куполі, який символізує монастир у Гошеві, одне з найбільших місць паломництва на Прикарпатті. По центру з правої сторони розташована ялиця — багатство лісів району, топка солі, яка наводить паралель до міського герба Долини, адже вона є адміністративним центром району а також зліва — нафтова вишка, що є уособленням приналежності міста до цього промислу. Знизу Срібний (білий пас, що символізує багатство надр землі (нафта, газ, торф), а також велику кількість джерел чистої води і річок. Нижче зелений пас — надію, достаток, свободу, життя. У великому гербі щитотримачі — грифони.